# Statische Berechnung
Eine Statische Berechnung (umgangssprachlich auch Statik) ist die Berechnung der Kräfte, Spannungen und Verformungen einer Konstruktion beispielsweise im
- Bauingenieurwesen (Baustatik),
- Maschinenbau,
- Schiffbau (Längsfestigkeit, Querfestigkeit).

## Zweck
Ziel ist es, festzustellen, ob die Konstruktion mit ausreichender Sicherheit und nicht unter der geplanten Belastung versagen (brechen, knicken usw.) wird, oder zu untersuchen, welche Belastungen die Konstruktion aushält, ohne zu versagen. Die Belastungen und Materialkennwerte werden mit Teilsicherheitsfaktoren beaufschlagt, um unter anderem Vereinfachungen des jeweiligen Berechnungsverfahrens sowie Streuungen der Lastannahmen und Materialeigenschaften auszugleichen.
Des Weiteren ist es Aufgabe der Statik, die Gebrauchstauglichkeit einzelner Bauteile zu gewährleisten (Verformungen und Schwingungen erträglich zu begrenzen).

## Nachweise
Es wird unterschieden nach:
- Tragsicherheitsnachweisen, welche nachweisen, dass mit einer bestimmten Wahrscheinlichkeit die Tragsicherheit (Festigkeit, Knicken …) gewährleistet ist
- Gebrauchstauglichkeitsnachweise, welche nachweisen, dass das Objekt gebrauchstauglich bleibt (Rissweitenbeschränkung, Durchbiegung, Schwingungen …)

## Bauingenieurwesen
Im Bauingenieurwesen bezeichnet man die gesamte Konstruktionsplanung eines Bauwerks als Tragwerksplanung. Die Statische Berechnung ist ein Teil davon; im Wesentlichen handelt es sich dabei um den rechnerischen Teil. Bestandteil der statischen Berechnung sind aber auch statische Übersichtspläne (sogenannte statische Positionspläne) in denen sich die einzelnen Positionen der Berechnung und auch die wesentlichen Bauteilabmessungen, Baustoffe usw. wiederfinden.
Die meisten Bauvorhaben bedürfen einer Genehmigung durch die zuständige Bauaufsichtsbehörde. Im Rahmen des Bauantragsverfahrens kann diese eingeholt werden. Zu den erforderlichen Nachweisen gehört unter anderem eine von einem Sachverständigen erstellte statische Berechnung des Bauwerks. Sie dient dem Nachweis der Standsicherheit, der Gebrauchstauglichkeit und der Dauerhaftigkeit.
Nach den letzten Bauordnungsrechtsnovellen ist allerdings nur noch bei Sonderbauten die Statik zusammen mit dem Bauantrag zur Prüfung einzureichen. Für alle anderen Bauvorhaben reicht eine spätere Vorlage – diese muss in den meisten Fällen jedoch vor Baubeginn sein.
Für Bauwerke ab mittlerer Schwierigkeit muss der Bauherr die Statik durch einen Prüfstatiker überprüfen lassen (Fremdüberwachung der Berechnung). Für einfache Bauvorhaben wie Ein- oder Zweifamilienhäuser ist im Regelfall keine externe Prüfung erforderlich (Hier ist die Eigenüberwachung der Tragwerkplaners selbst, z. B. durch einen zweiten Ingenieur im Büro oder durch den Abgleich mit ähnlichen Berechnungen aus der Vergangenheit hinreichend).
Die statischen Berechnungen werden durch Tragwerksplaner (Statiker) aufgestellt, die über ausreichende Kenntnisse und Erfahrungen verfügen müssen. In den meisten Bundesländern werden inzwischen Listen mit bauvorlageberechtigten Tragwerksplanern geführt, bei denen dieses formal zutrifft. Teilweise wird von den Tragwerksplanern auch noch der Nachweis eines ausreichenden Versicherungsschutzes verlangt.
Eine übertriebene Genauigkeit in der statischen Berechnung ist nicht erforderlich, da die Auslastung in Prozent angegeben wird. Das heißt, nur 3 signifikante Stellen sind im Ergebnis notwendig. Gleichzeitig sind sowohl Materialkennwerte und Lastannahmen sowie teilweise auch die Rechenmodelle mit Ungenauigkeiten behaftet. Diese Ungenauigkeiten wurde bei der Kalibrierung der (Teil-)Sicherheitsfaktoren Rechnung getragen. Durch die Verwendung von Rechenmaschinen und Computern ergeben sich heute zwar große theoretische Genauigkeiten. Prinzipiell sind aber immer noch Genauigkeiten von 3 bis 4 signifikanten Stellen (nicht Nachkommastellen) ausreichend. Zu Zeiten als die statischen Berechnungen noch mit dem Rechenschieber gemacht wurde, wurde eine Genauigkeit von 3 Zahlenstellen als ausreichend erachtet. Mehr ist auf dem Rechenschieber auch kaum ablesbar.

## Maschinenbau
Im Maschinenbau werden statische Berechnungen unter anderem für Krane und Fundamente aufgestellt.

## Schiffbau
Die Klassifikationsgesellschaften geben Regeln zur Dimensionierung von Bauteilen heraus, die die statische Berechnung unterstützen und teilweise ersetzen. Wenn davon abgewichen wird, ist mit einer eigenen statischen Berechnung ein Festigkeitsnachweis zu erbringen. Statische Berechnungen bestehen aus der Längsfestigkeit – das Schiff wird näherungsweise als Biegebalken unter dem ungleichmäßig verteilten Einfluss von Gewicht, Ladung und Auftrieb betrachtet – und aus der Querfestigkeit, in der eine herausgeschnittene „Scheibe“ unter dem Einfluss von Eigengewicht, Ladung und hydrostatischem Druck nach Balkentheorie berechnet wird. Ähnlich wie der Prüfstatiker im Bauingenieurwesen erbringen Klassifikationsgesellschaften die Dienstleistung, Festigkeitsrechnungen im Schiffbau und schiffbaunahen Branchen zu zertifizieren.

## Einfache Statik
Mit der Formel für das Biegemoment einer Gleichlast am Einfeldträger lassen sich auch viele schwierigere statische Systeme in guter Näherung (auf der sicheren Seite) berechnen. Sie wird daher für Überschlagsberechnungen – insbesondere ohne EDV – gerne verwendet. Bei der Vordimensionierung können erfahrene Tragwerksplaner häufig die notwendigen Dimensionen ohne Berechnung festlegen.